# 尼古拉耶夫卡 (辛菲羅波爾區)
44°57′43″N 33°36′46″E / 44.96194°N 33.61278°E

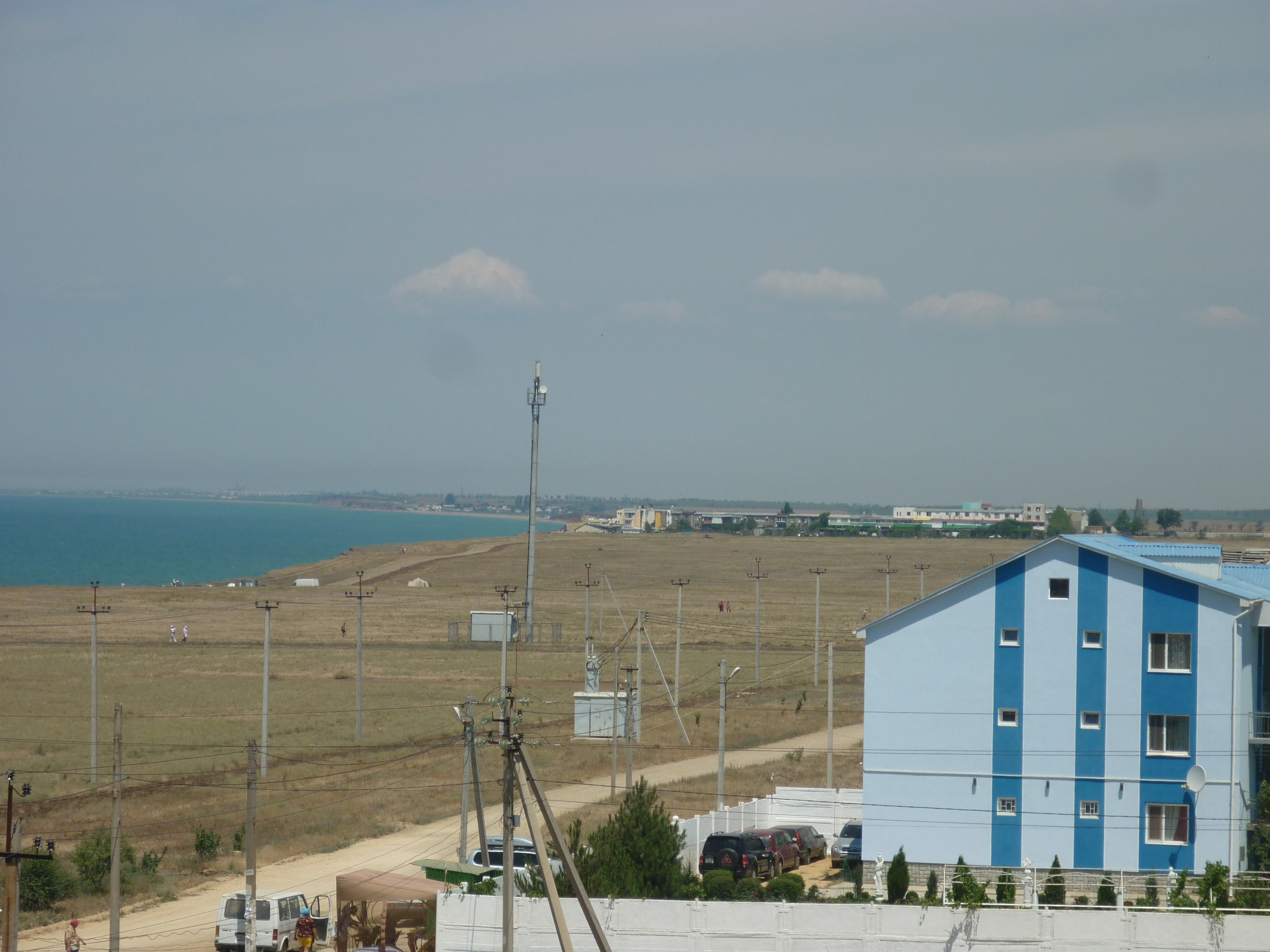

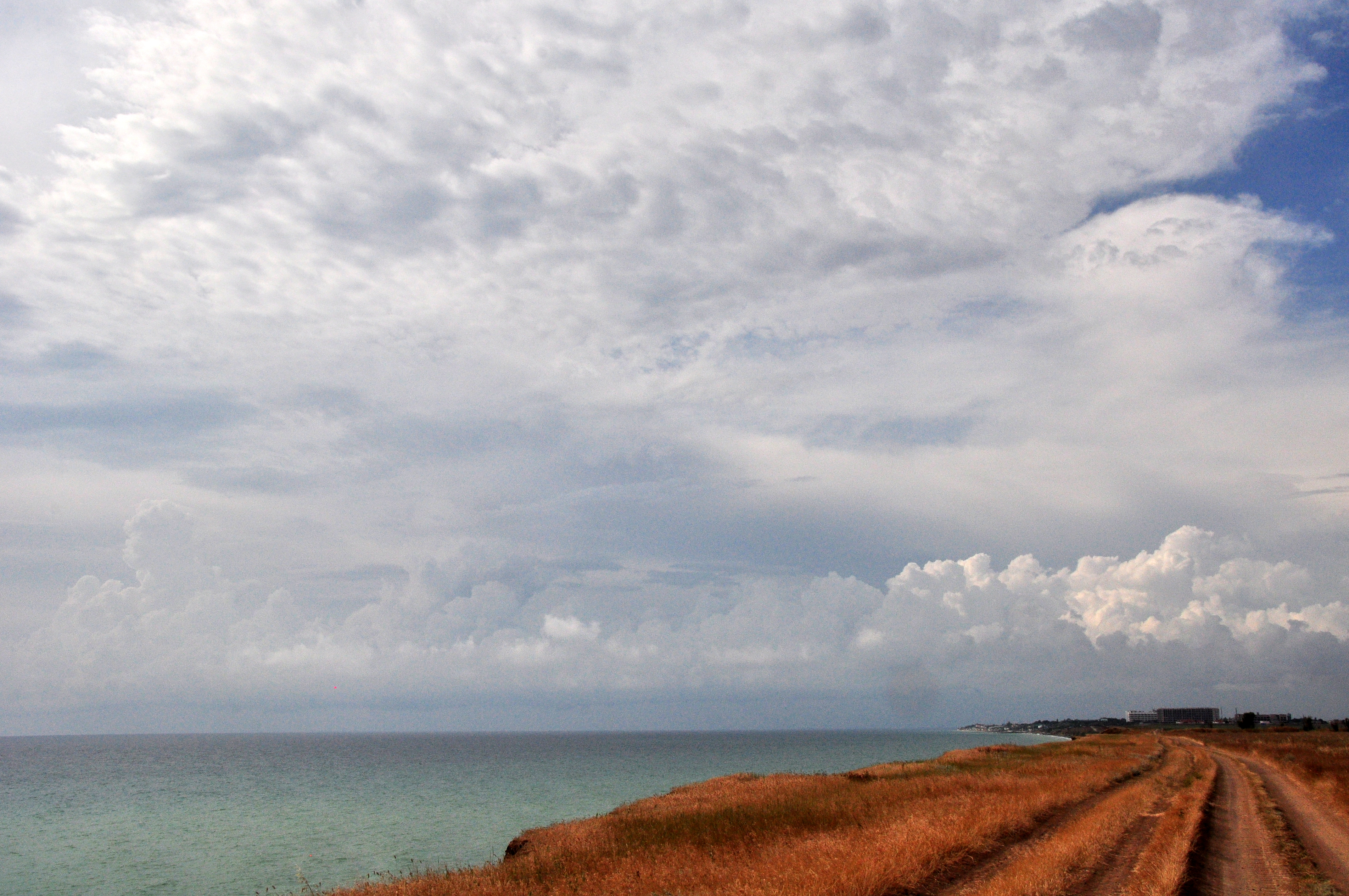

尼古拉耶夫卡（羅馬化：Mykolaivka，羅馬化：Nikolayevka），法理上是乌克兰克里米亚自治共和国辛菲罗波尔区的市级镇，但事实上是俄罗斯克里米亞共和國辛菲罗波尔区的市级镇。距離辛菲羅波爾40公里，處於黑海沿岸，始建於1858年，面積5.46平方公里，海拔高度13米，2013年人口2,761。